# Live at the Donaueschingen Music Festival
Albums de Archie Shepp
The Magic of Ju-Ju
(1966) The Way Ahead
(1968)
Live at the Donaueschingen Music Festival est un album de Archie Shepp enregistré en 1967 lors du Festival de Donaueschingen sur le label Impulse!.

## Titres
1. One for the Trane, Partie 1 - 22:00
2. One for the Trane, Partie 2 - 21:45

## Composition du groupe
- Archie Shepp: saxophone ténor, piano, voix
- Roswell Rudd: trombone
- Grachan Moncur: trombone
- Beaver Harris: batterie
- Jimmy Garrison: contrebasse

## Sources
- (en) Live at the Donaueschingen Music Festival sur allmusic.com